# 通信工程

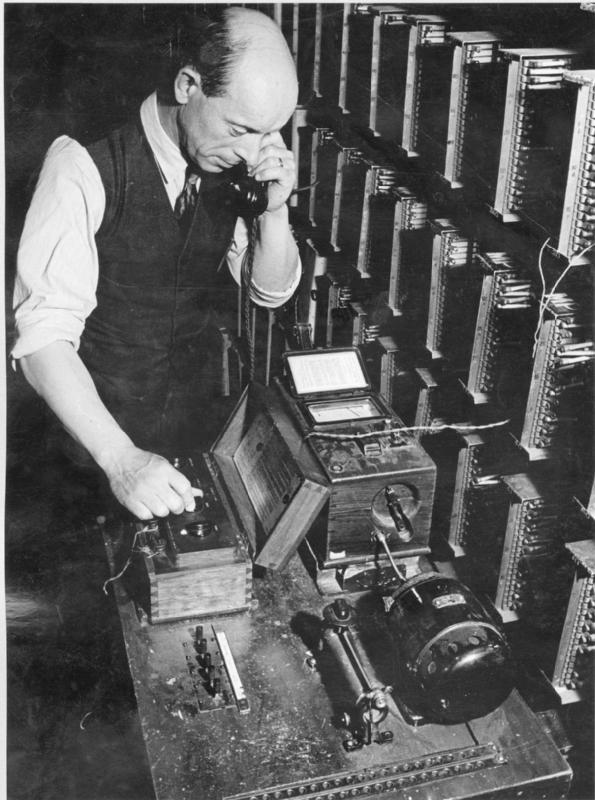
1942年2月2日第二次世界大战期间，英國电信工程师正忙于维持伦敦的电话服务。

通信工程（也作信息工程、电信工程，旧称远距离通信工程、弱电工程）是一门以电气和计算机工程为中心的工程学科，其关注的是通信过程中的信息传输和信号处理的原理和应用，旨在支持和加强电信系统。 通信工程的基础建立于应用数学中的数理方程。其理论起点是物质与波在傅里叶热扩散和麦克斯韦电动力条件下观察到的传播现象。
通信工程研究的是，以电磁波、声波或光波的形式把信息通过电脉冲，从发送端（信源）传输到一个或多个接受（信宿）。接受端能否正确辨认信息，取决于传输中的损耗高低。信号处理是通信工程中一个重要环节，其包括过滤，编码和解码等。工作范围从基本的电路设计到战略性质的大规模设备研究与部署。
通信工程所关注的频段涉及甚广。低频段，亦即低赫兹，关心的是技术声学或低频技术。高频段中关注的范围从微波或雷达系统到可见光的激光或镭射系统。微波到可见光中间的频段几乎都是通信工程的研究对象。除此之外，通信过程中所应用的媒介和技术，包括通信系统在陆上、水下、空中和宇宙空间中的应用，也是相当丰富的。
通信工程是与电子，土木和系统工程等多学科相关的工程领域。这些学科为通信工程前期基础设施设备地建设提供帮助。 最终，由电信工程师负责提供高速数据传输服务。 他们使用各种设备和传输介质来设计电信网络基础架构；当今，有线电信使用的最常见的介质是双绞线、同轴电缆和光纤。 电信工程师还提供围绕无线通信和信息传输模式的解决方案，例如无线电话服务，无线电和卫星通信以及互联网和宽带技术。

## 历史
电信系统通常是由电信工程师设计的，其源于19世纪末电报行业和20世纪初无线电和电话行业的技术进步。 如今，电信已广泛普及，在该过程中诞生的设备（例如电视，广播和电话）在世界许多地方都很普遍。 同时可以通过许多网络连接这些设备，包括计算机网络、公用电话交换网 （PSTN）、无线电网络和电视网络。通过互联网连接的计算机通信是电信的典型示例之一。电信在世界经济中发挥着重要作用，并且电信行业的收入占世界生产总值的3％左右。

### 电报和电话

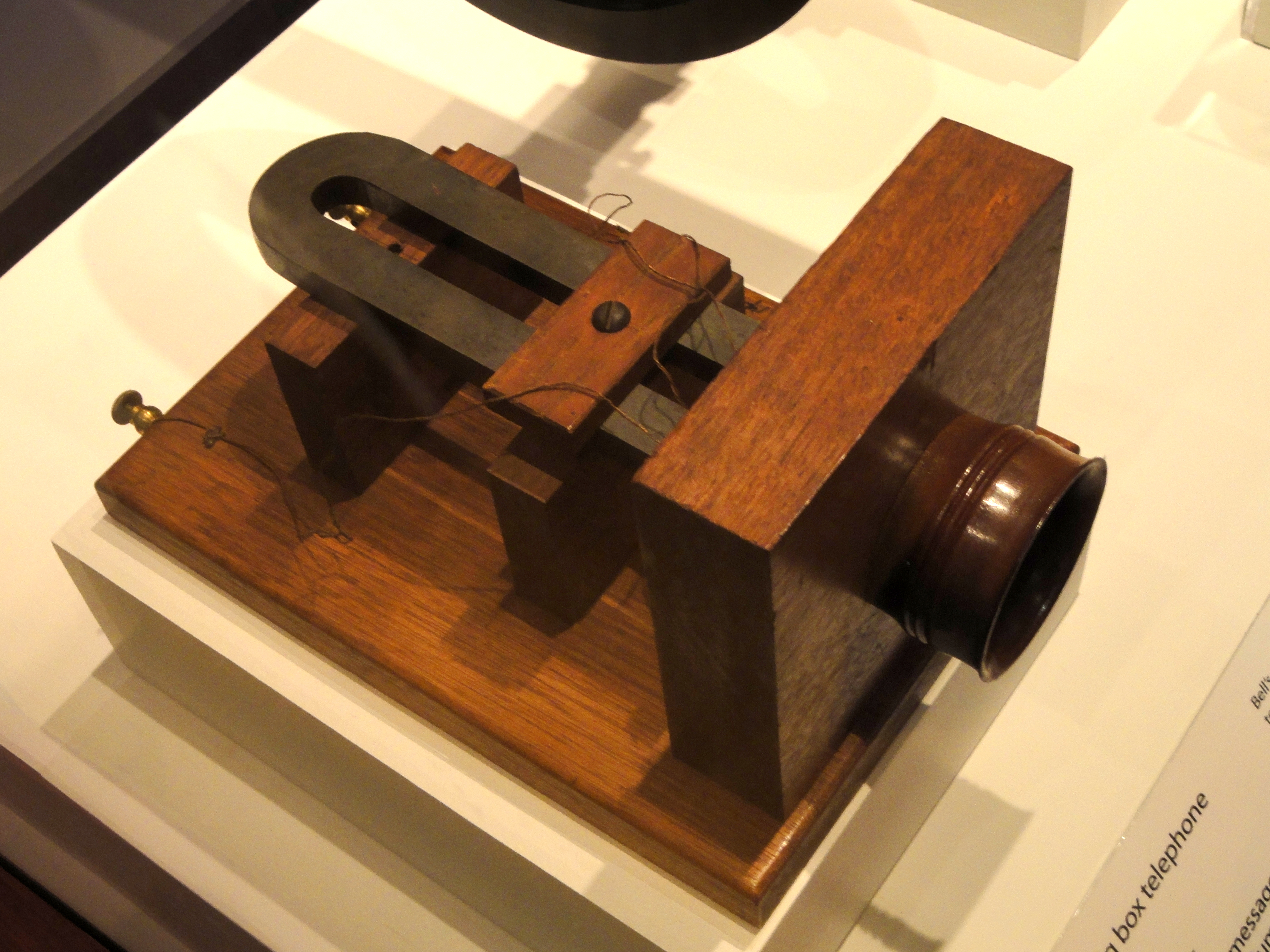
亚历山大·格雷厄姆·贝尔（Alexander Graham Bell）的大盒子电话。1876年，第一批商用电话之一——美国国家历史博物馆

塞缪尔·莫尔斯（Samuel Morse）独立开发了电子电报的一种版本，但他在1837年9月2日未能成功演示。 寄存器发明者阿尔弗雷德·韦尔 （ Alfred Vail ）加入他后不久，新一种电报终端被发明出来，并且集成了用于将消息记录到纸带上的记录设备。 1838年1月6日，这套设备成功地实现了超过三英里（五公里）距离的通信，最终于1844年5月24日在华盛顿特区和巴尔的摩之间实现了超过四十英里（六十四公里）的通信。 这项专利发明被证明是有利可图的，到1851年， 美国的电报线路总长度超过20,000英里（32,000公里）。 
第一条成功的跨大西洋电报电缆于1866年7月27日建成，首次实现了跨大西洋通信。 而此前于1857年和1858年安装的跨大西洋电缆在失效前仅运行了几天或几周。  电报在国际范围地使用有时被称为“维多利亚时代的互联网”。 
第一家商业电话服务于1878年和1879年在大西洋两岸的纽黑文和伦敦建立。 亚历山大·格雷厄姆·贝尔（Alexander Graham Bell）拥有两国在此类服务中所需的电话主专利。 从那时起，该技术迅速发展，到1880年代中期，美国的每个主要城市都建立了城际线路，并建立了电话交换机 。    尽管如此，直到1927年1月7日使用无线电建立连接之前，客户仍无法进行跨大西洋语音通信。 但是，直到1956年9月25日TAT-1启用时，才提供36条电话线路的电缆连接。 
1880年，贝尔和共同发明人查尔斯·萨姆纳泰恩特通过光电话机投射的调制光束进行了世界上第一个无线电话呼叫。当它们首次被部署在军事和光纤通信中时，这项科学技术已经沉寂了几十年。 

### 无线电和电视

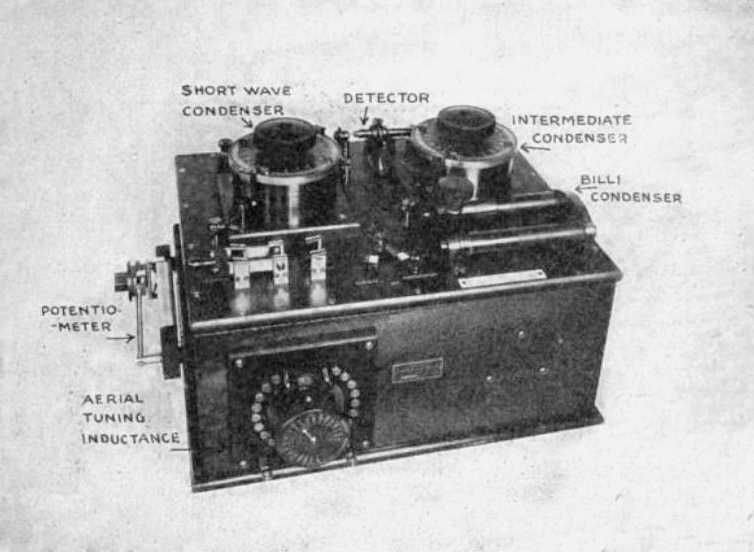
马可尼水晶无线电接收机

从1894年开始的几年内，意大利发明家Guglielmo Marconi建立了第一个完整的，商业上成功的，基于机载电磁波（ 无线电传输 ）的无线电报系统。  1901年12月，他继续建立英国与纽芬兰之间的无线通信设施，并于1909年获得了诺贝尔物理学奖 （与卡尔·布劳恩分享）。  1900年， 雷金纳德·费森登 （ Reginald Fessenden ）成功通过无线设备传输了人类的声音。 1925年3月25日，苏格兰发明家约翰·洛吉·贝尔德（John Logie Baird）在伦敦百货商店Selfridges首次公开展示了运动剪影照片的传输。 1925年10月，贝尔德（Baird）成功地获得了具有半色调阴影的动态图像，这被大多数人认为是第一幅真正的电视图像。  1926年1月26日他再次在Selfridges公开展示这一改进后的成果。 贝尔德的第一批设备依赖于Nipkow磁盘，因此被称为机械电视。它构成了1929年9月30日开始由英国广播公司进行的半实验性广播的基础。 

### 卫星
美国第一颗中继通信的卫星诞生于1958年的SCORE项目 ，该项目使用磁带录音机存储和转发语音消息。 它被用来向美国总统德怀特·艾森豪威尔 （ Dwight D. Eisenhower）致以圣诞节的问候。 1960年， 美国宇航局发射了回声卫星 ；100英尺（30 m）高的镀铝PET薄膜气球被用作无线电通信的被动反射器。 由Philco制造的Courier 1B也于1960年发射升空，它是世界上第一颗有源直放站卫星。 如今，卫星已用于许多应用，例如GPS，电视，互联网和电话用途。 
NASA于1962年7月10日从卡纳维拉尔角发射的Telstar是第一颗主动式直接中继的商业通信卫星 ，这是首次私人赞助的太空发射。这颗卫星属于AT＆T、贝尔电话实验室、NASA、英国邮政总局和法国国家PTT （邮局）之间的多国协议的一部分，用以开发卫星通信。 中继1号于1962年12月13日发射升空，并于1963年11月22日成为在太平洋上广播的第一颗卫星。 
通信卫星的第一个也是历史上最重要的应用是洲际长途电话。固定的公用电话交换网将电话呼叫从地面线路电话中继到地球站，然后通过在地球静止轨道上运行的通信卫星向卫星接收天线发送信号。然而，海底通信电缆由于光纤技术的改进，导致卫星在固定电话中的使用率有所下降，但在20世纪后期，它们仍专门为诸如阿森松岛 ， 圣海伦娜 ， 迭戈加西亚和复活节岛服务，因为那里没有海底电缆。也有一些大洲和国家的某些地区不存在陆上通讯，例如南极洲 ，以及澳大利亚、南美、非洲、加拿大北部、中国、俄罗斯和格陵兰的大部分地区。 
在通过通信卫星建立了商业长途电话服务之后，从1979年开始，许多其他商业电信也提供了相应的卫星服务，包括移动卫星电话 ， 卫星广播 ， 卫星电视和卫星互联网接入 。 大多数此类服务的最早兴起于1990年代，因为此时商业卫星转发器频道的价格持续大幅下降。 

### 计算机网络和因特网

1974年Arpanet已连接区域图示

1940年9月11日， 乔治·斯蒂伯兹（ George Stibitz ） 使用电传打印机能够将问题传输到他在纽约的“复数计算器”，然后将计算结果返回新罕布什尔州的达特茅斯学院 。  带有远程“哑终端”的集中式计算机或大型机——这种形式在整个1950年代和1960年代一直很流行。 直到1960年代，研究人员才开始研究数据包交换 。这项技术允许数据块在不同计算机之间发送，而无需先通过集中式大型机。 四个节点的网络于1969年12月5日出现。该网络很快成为ARPANET，到1981年，该网络已由213个节点组成。 
ARPANET的开发以“征求意见”流程为中心，并于1969年4月7日发布了RFC 1 。此流程影响甚远，ARPANET最终将与其他网络合并形成了Internet，并且Internet今天所依赖的许多通信协议都是通过这样的流程指定的。 1981年9月， RFC 791引入了Internet协议版本4（IPv4），RFC 793引入了传输控制协议 （TCP），从而创建了当今许多Internet所依赖的TCP/IP协议。

### 光纤

光纤

光纤可以用作电信和计算机网络的介质，因为它很灵活并且可以捆绑成电缆。 这对于长距离通信特别有利，因为与电缆相比，光通过光纤传播时衰减很小。 这样就可以用很少的中继器来跨越长距离。 
1966年， 高锟（Charles K. Kao）和George Hockham在英国哈洛的 STC实验室（STL）提出了光纤理论，当时他们发现现有玻璃中1000dB/km的损耗（作为对比，同轴电缆中的的损耗为5-10dB/km）是由于污染物而引起的，而这是可以消除的。 
康宁玻璃厂于1970年成功开发了光纤，其衰减低至足以用于通信目的（约20dB/km），同时开发了紧凑的GaAs（砷化镓）半导体激光器 ，因此光可以通过光纤电缆进行长距离传输。 
从1975年开始经过一段时间的研究，第一个商用光纤通信系统被开发出来，该系统使用GaAs半导体激光器在约0.8µm的波长下运行。 该第一代系统运行速率达到45Mbps，且中继器间距最大为10公里 。1977年4月22日，通用电子电话公司在加利福尼亚州长滩通过光纤以6 Mbit/s的吞吐量实现了第一条实时电话业务。 
世界上第一个广域网光纤电缆系统似乎是1978年由Rediffusion在英国东萨塞克斯郡的黑斯廷斯安装建成的。 光缆遍布整个城镇，有1000多位用户。 当时它们被用于传输电视频道，但由于本地接收问题而无法使用。 
第一条跨大西洋的光缆是TAT-8，它基于Desurvire优化的激光放大技术，于1988年投入运营。 
在1990年代后期至2000年，行业推动者以及诸如KMI和RHK之类的研究公司预测，由于Internet使用的增加以及各种带宽密集型消费者服务（例如视频点播）的商业化，通信带宽的需求将大大增加 。Internet协议数据流量正以指数级增长，其速度比摩尔定律所描述的集成电路复杂度的增长还要快。 

## 概念

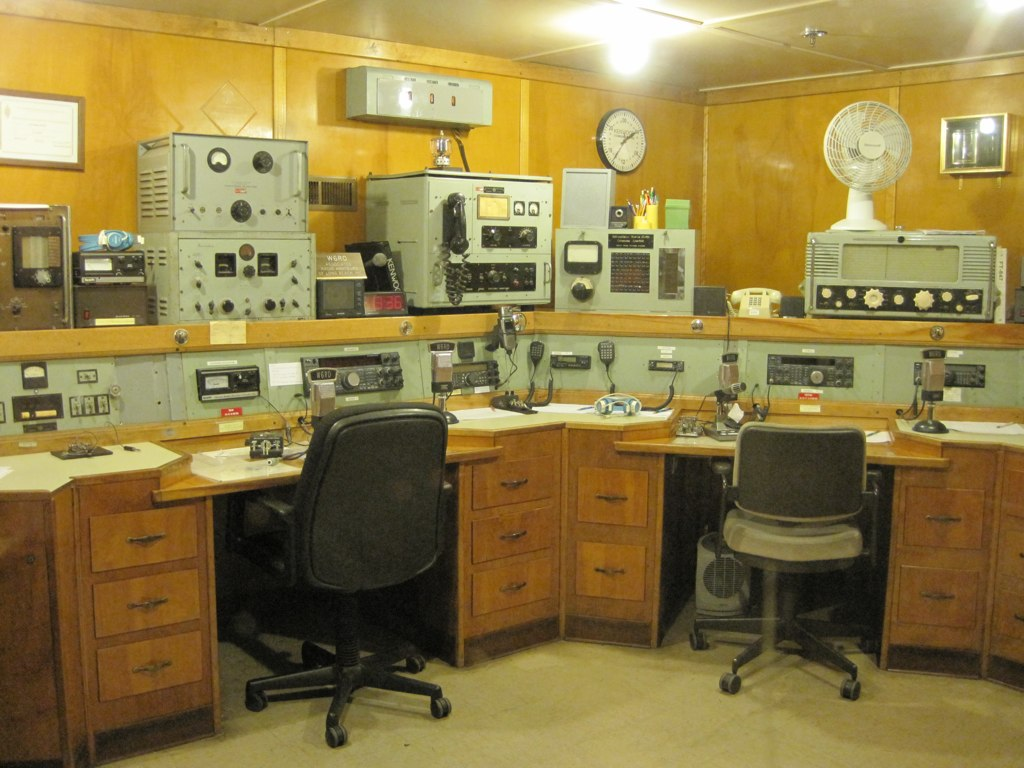
无线电发射室

### 电信系统组成元素

#### 发射机
发送机 （信息源）接收信息并将其转换为信号以进行传输。在电子和电信中，发射机或无线电发射机是一种电子设备，借助天线产生无线电波。除了在广播中使用外，发射机还存在于许多通过无线电进行通信的电子设备中。（例如手机，无线路由器等） 

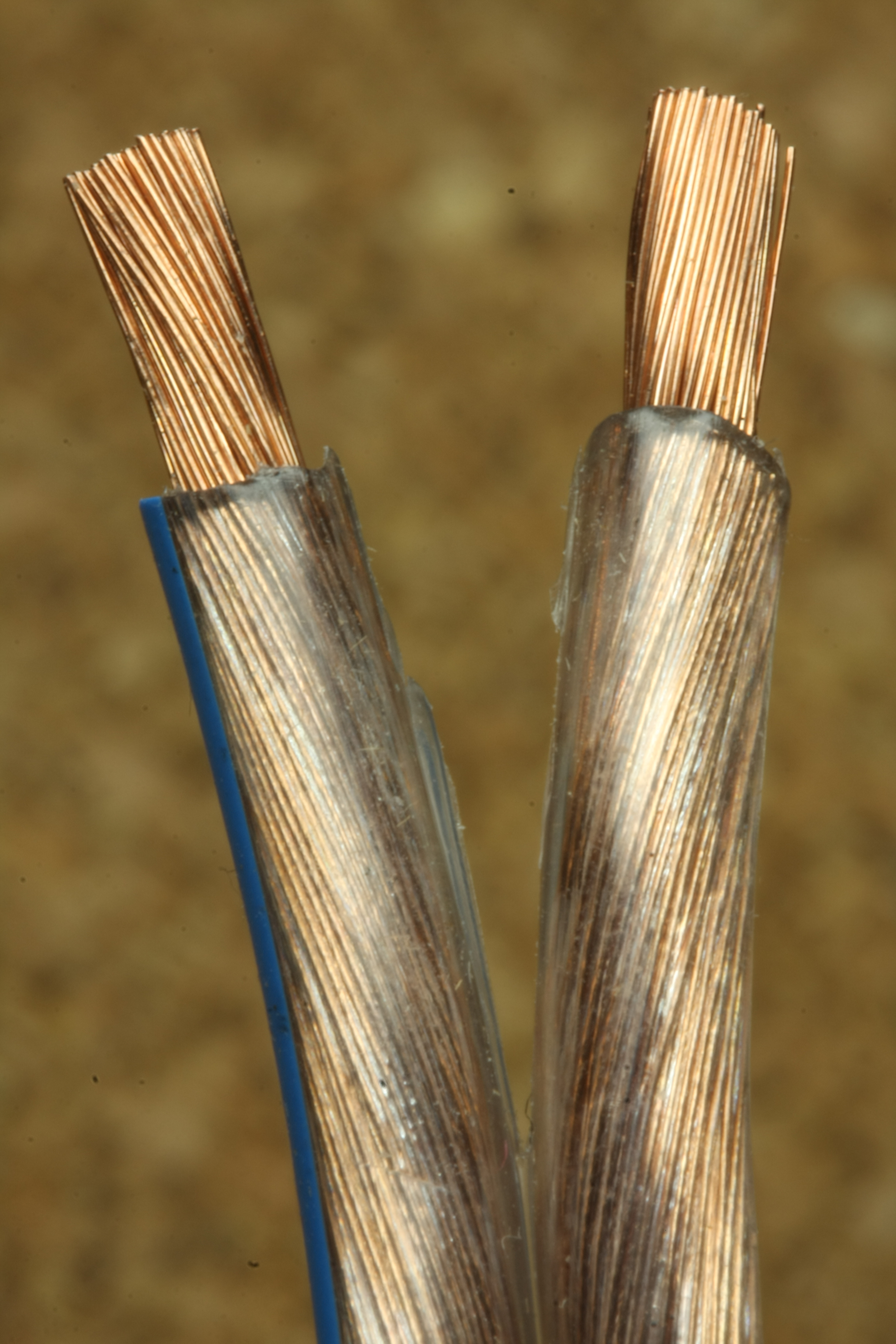
铜线

#### 传输介质
传输介质是信号传输的载体。例如，声音的传输介质通常是空气，但是固体和液体也可以充当声音的传输介质。许多传输介质被用作通信通道。互联网中最常用的物理介质之一是铜线。铜线仅使用相对较低的功率便可将信号传送到较远距离。物理介质的另一个典型例子是光纤，它已成为长距离通信中最常用的传输介质。 光纤是一束细玻璃，可沿其长度方向引导光。 
真空中即便不存在材料介质，但也可能构成电磁波（例如光和无线电波）的传输介质。 

#### 接收机
接收器（ 信息接收器 ），用于接收信号并将其转换回所需的信息。在无线电通信中，无线电接收器是一种接收无线电波并将其携带的信息转换为可用形式的电子设备。它与天线一起使用。接收器产生的信息可以是声音（音频信号）、图像（视频信号）或其他数字形式 。 

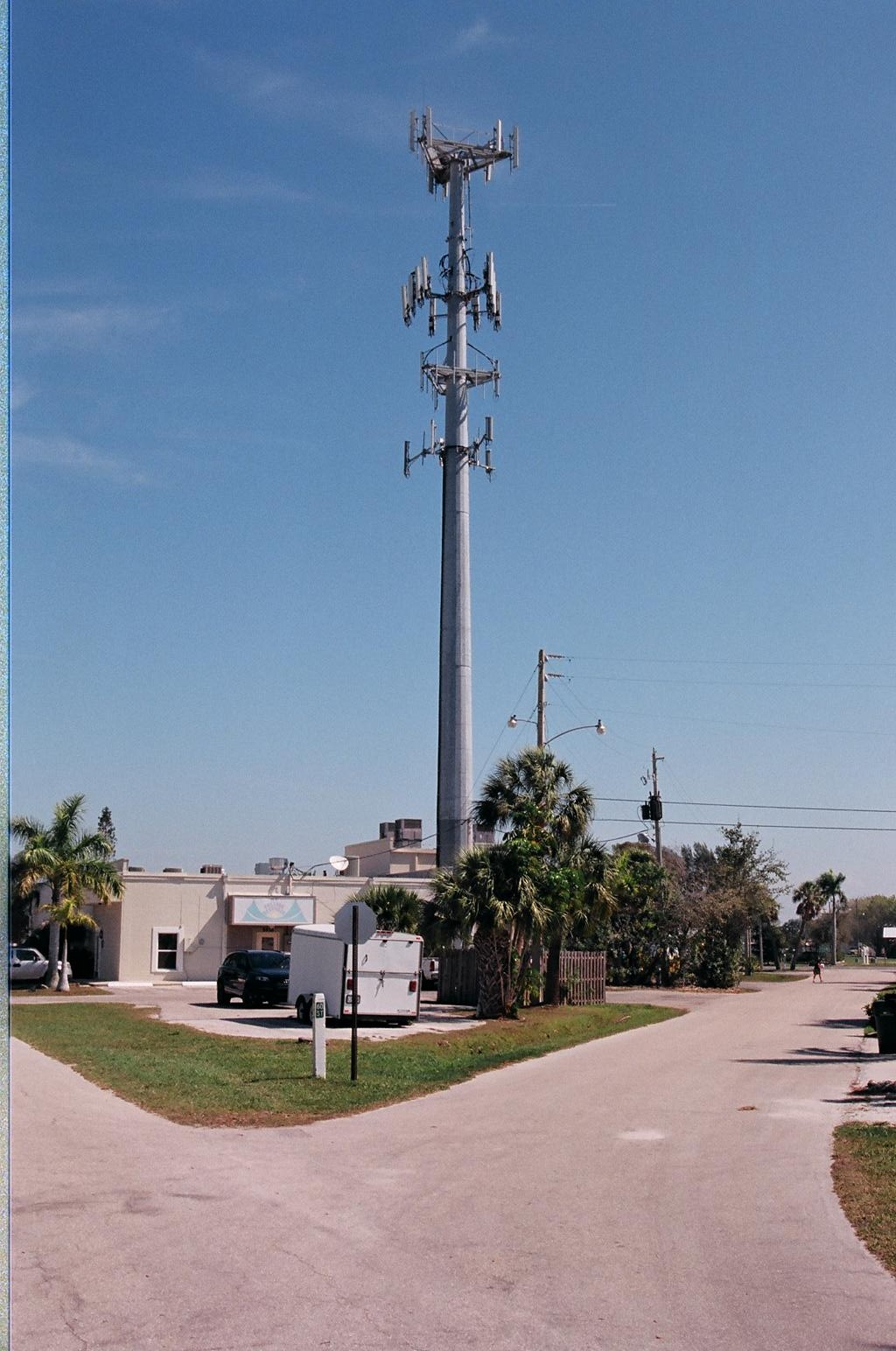
无线通信塔，蜂窝基站

### 有线通信
有线通信有各种不同类型，常见的有：地下通信电缆（较少使用架空线路）、在指定点插入连接电缆的电子信号放大器（中继器）和各种类型的终端设备。 

### 无线通信
无线通信涉及远距离的信息传输，而无需电线，电缆或任何其他形式的电导体。  无线形式可以实现有线服务无法实现或不便实现的服务，例如远程通信。该术语在电信业中常用来指使用某种形式的能量（如无线电波、声能等）在不使用电线的情况下传输信息的电信系统（如无线电发射机和接收机、遥控器等）。  信息通过无线的方式在短距离和长距离上传输。  

## 职务

### 电信设备工程师
电信设备工程师通也称电子工程师，负责设计和监督安装电信设备和设施，例如复杂的电子交换系统以及其他普通的老式电话服务设施、光纤电缆、IP网络和微波传输系统。 

### 网络工程师
网络工程师是负责设计，部署和维护计算机网络的计算机工程师。 此外，他们从网络运营中心监督网络运营，设计骨干基础架构或监督数据中心内的互连。 

### 中央办公室工程师

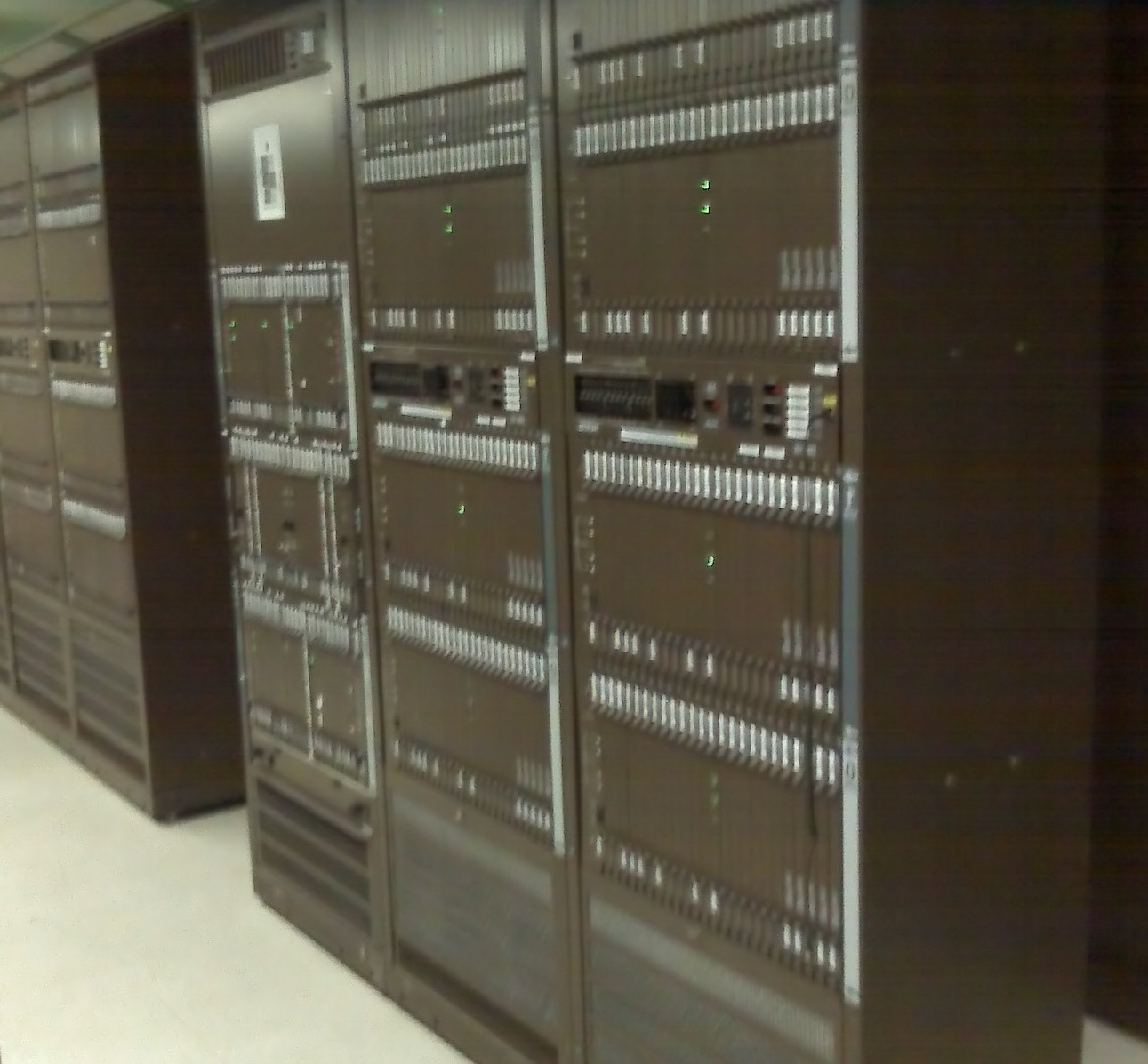
典型的北部电信DMS100电话中央办公室设施

中央办公室工程师负责设计和监督中心局（简称CO）中电信设备，也称为有线中心或电话交换中心 CO工程师负责将新技术集成到现有网络中，分配设备在有线中心的位置，并为新设备提供电源、时钟（数字设备）和报警监控设施。如果当前没有足够的资源来支持正在安装的新设备，则CO工程师还负责提供更多的电源，时钟和警报监视功能。 最后，CO工程师负责设计如何将大量电缆分配到整个中心的各种设备和配线架，并监督所有新设备的安装和启动。 

#### 子角色
作为结构工程师 ，CO工程师负责设计和放置待安装的设备以及待安装设备的机架及其结构。 
作为电气工程师 ，CO工程师负责所有新设施的电阻，电容和电感（RCL）设计，以确保电话服务清晰明了，数据服务干净可靠。同时为了确定提供所需服务所需的电缆长度和尺寸，需要进行强度衰减或逐渐损耗和环路损耗计算。此外，必须计算并提供电源要求，以便为放置在中心的电子设备供电。 
总体而言，CO工程师需要洞察行业的新挑战。 随着数据中心、互联网协议（IP）设施，蜂窝无线站点以及电信网络内其他新兴技术设备环境的出现，CO工程师的重要任务是要实施一套既定的惯例或要求。 
安装供应商或其分包商应提供其产品、功能或服务的要求。这些服务可能与安装新设备或扩建设备以及拆除现有设备有关。  
必须考虑其他几个因素，例如： 
- 安装规定与安全
- 清除有害物质
- 进行设备安装和拆卸常用设备

### 外派工程师

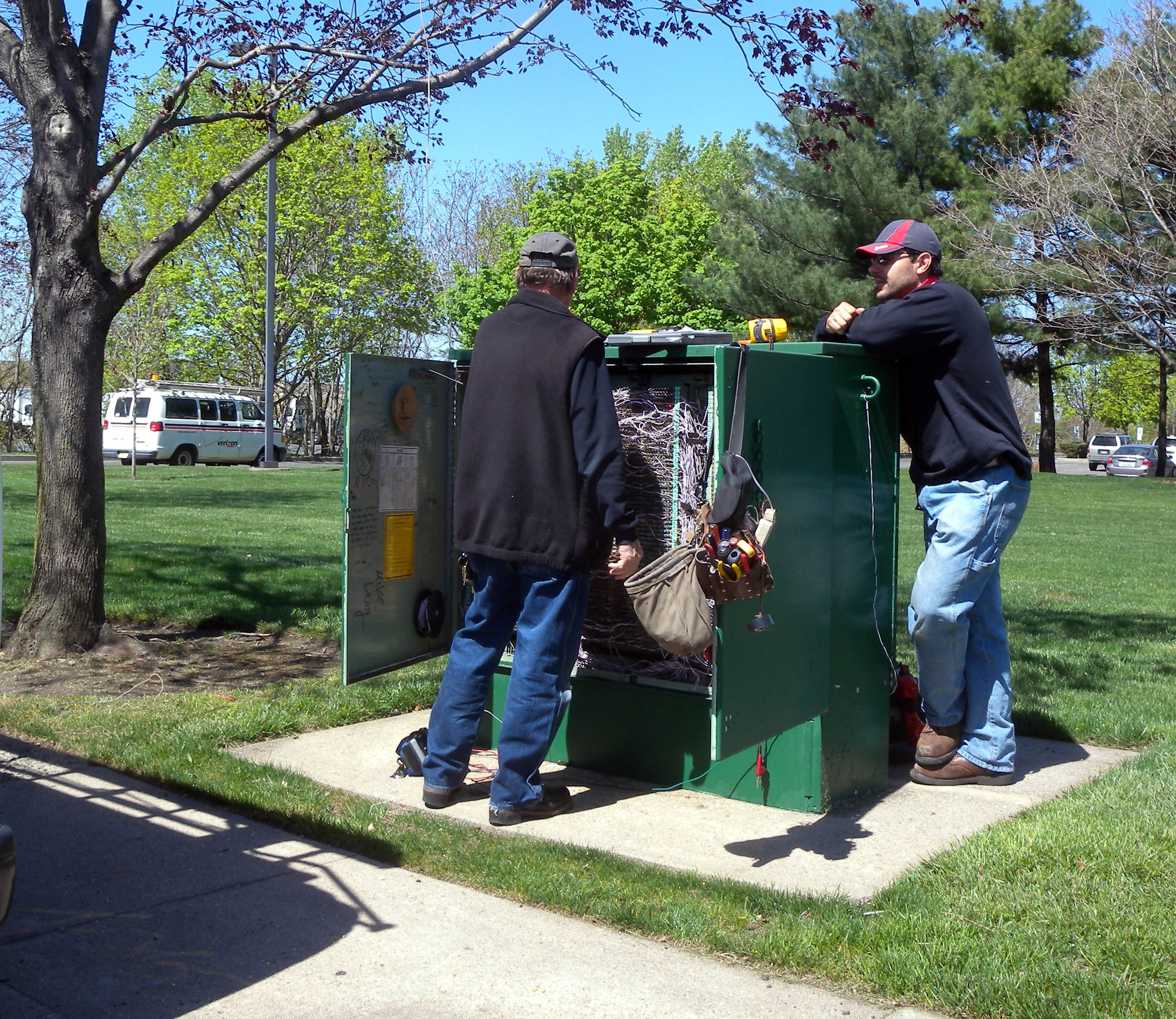
工程师在一个交叉连接箱工作，也称为一个地区服务接口

外派 （OSP）工程师通常也被称为现场工程师，因为他们经常在现场花费大量时间来记录有关空中，地上和地下的土木环境。OSP工程师负责将工厂（铜，纤维等）从交换中心直接到配电点或目的地。 

#### 子角色

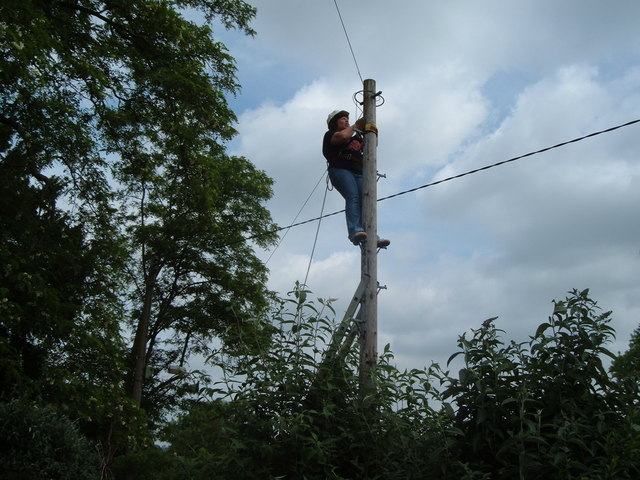
工程师(OSP)攀登电线杆

作为结构工程师，OSP工程师负责蜂窝式塔架和电话线杆的结构设计和布置，并计算现有电话线杆或将要添加新设备的电线杆的容量。在交通繁忙的区域（如公路）下钻孔或连接到其他结构（如桥梁）时，进行结构计算。 
作为电气工程师 ，OSP工程师负责所有新设施的电阻，电容和电感（RCL）设计，以确保电话服务清晰明了，数据服务干净可靠。同时为了确定提供所需服务所需的电缆长度和尺寸，需要进行强度衰减或逐渐损耗和环路损耗计算。此外，必须计算并提供电源要求，以便为放置在中心的电子设备供电。在现场放置设备、设施和设备时，必须考虑到接地电位，以考虑雷击、不正确接地或损坏的电力公司设施导致的高压截获以及各种电磁干扰源。 
作为土木工程师 ，OSP工程师负责手工或使用计算机辅助设计 （CAD）软件起草计划，以安排电信工厂设施的放置方式。 通常，当与市政当局合作时，需要获得挖沟或钻孔许可证，并且必须为这些许可证绘制图纸。通常，这些图纸包括铺设设施所需的大约70%的详细信息。在高速公路等交通繁忙的地区或与桥梁等其他建筑物连接时，需要进行结构计算。作为土木工程师，电信工程师为分布在当今文明中的所有通信技术提供了基础骨干。 

## 参看
- 计算机工程
- 计算机网络
- 电子设计自动化
- 电子工程
- 电子媒体
- 光纤通信
- 电信史
- 信息论
- 电气工程主题列表（字母顺序）
- 电气工程主题列表（主题）
- 专业工程师
- 无线电
- 接收机
- 电信
- 电话
- 电视
- 传输介质
- 发射机
- 对讲机
- 有线通信
- 无线

## 进一步阅读
- Dahlman, Erik; Parkvall, Stefan; Beming, Per; Bovik, Alan C.; Fette, Bruce A.; Jack, Keith; Skold, Johan; Dowla, Farid; Chou, Philip A. . Academic Press. 2009: 544. ISBN 978-0-12-374648-1.